# Jenny Uglow
Jennifer „Jenny“ Sheila Uglow OBE (Geburtsname J.S. Crowther; geboren 1947) ist eine britische Biografin, Historikerin, Kritikerin und Verlegerin. Bis zu ihrem Ruhestand im Jahr 2013 war sie Redakteurin im Verlag Chatto & Windus. Ihre Werke über Elizabeth Gaskell,  William Hogarth, Thomas Bewick und die Lunar Society wurden von den Kritikern gelobt. Des Weiteren verfasste sie ein mehrfach aufgelegtes Lexikon mit Frauenbiographien.
Sie hat 2002 den James Tait Black Memorial Prize und 2003 den Hessell-Tiltman Prize für The Lunar Men, Five Friends Whose Curiosity Changed the World sowie 2018 für Mr Lear den Hawthornden-Preis gewonnen.

## Leben
Uglow wuchs in Cumbria und später in Dorset auf. Sie besuchte das Cheltenham Ladies’ College von 1958 bis 1964 und studierte außerdem am Anne’s College, University of Oxford. Nachdem sie ihren ersten Abschluss in Englisch hatte, begann sie mit einem Bachelorstudium der Literatur. 1971 heiratete sie den Juristen Steve Uglow, Professor an der Kent University. Das Ehepaar hat vier Kinder – drei Söhne und eine Tochter – sowie sechs Enkelkinder. Seit 2015 lebt Uglow in Canterbury, Kent.
Uglow arbeitete, seitdem sie die Universität verlassen hat, als Verlegerin. Außerdem war sie leitende Redakteurin bei Chatto & Windus bis 2013.
Sie war Honorarprofessorin an der Warwick University, Vizepräsidentin der Gaskell Society und Treuhänderin des Wordsworth Trust. Außerdem ist sie ehemaliges Mitglied der Beratergruppe zu Geisteswissenschaften an der British Library.

## Werk

### Biographien
Uglow hat eine Enzyklopädie für die Biographien prominenter Frauen verfasst. Deren Erstausgabe wurde 1982 veröffentlicht. 2007 lag das Werk in der vierten Ausgabe vor und beinhaltete 2000 Biographien. Bei den späteren Ausgaben waren weitere Autoren beteiligt. Später schrieb sie:

“I embarked on the Macmillan Biographical Dictionary of Women in a fit of pique because all reference books were full of men: it was a mad undertaking, born of a time when feminists wanted heroines and didn't have Google.”

„In einem Anfall von Ärger habe ich Macmillans biographisches Lexikon über Frauen begonnen, weil alle Nachschlagewerke voll von Männern waren: es war ein verrücktes Unternehmen, geboren in einer Zeit, als Feministen Heldinnen suchten und es kein Google gab.“

Ihre ersten durchgehenden Biographien galten den viktorianischen Schriftstellerinnen George Eliot (1987) und Elizabeth Gaskell (1993). Dies hatte mit ihrem anhaltenden Interesse an der Dokumentation von Frauenbiographien zu tun und spiegelte ihren eigenen literarischen Hintergrund wider.
Anschließende Arbeiten richteten sich weiter in die Vergangenheit, mit Themen bis in das 18. Jahrhundert. Uglows Werke behandeln Henry Fielding (1995), William Hogarth (1997) und Thomas Bewick (2006). Die Wissenschaftler der Lunar Society, wie Erasmus Darwin, Matthew Boulton, James Watt, Joseph Priestley und Josiah Wedgwood waren das Thema ihrer preisgekrönten Arbeit The Lunar Men (2003).

### Sachbuch und Journalismus
Zu Uglows nicht biographischen Werken gehört die Geschichte der Gartengestaltung in Großbritannien, die sie für das zweihundertjährige Jubiläum der Royal Horticultural Society im Jahr 2004 geschrieben hat.
Sie ist außerdem Kritikerin für das Times Literary Supplement, die Sunday Times, den Guardian, das New York Review of Books sowie für den Independent on Sunday.
Darüber hinaus hat sie Sammlungen von Schriften Walter Paters (1973) und Angela Carters (1997) herausgebracht, sowie als Mitherausgeberin eine Reihe von Essays über Charles Babbage (1997) veröffentlicht.

## Auszeichnungen
Mit The Lunar Men: The Friends who Made the Future 1730–1810 gewann Uglow den James Tait Black Memorial Prize im Bereich Biographie im Jahre 2002, und den Hessell-Tiltman Prize in Geschichte vom P.E.N. (2003). Diese Arbeiten waren außerdem zweimal in der Shortlist für den Whitbread Book Award.
Ihre Biographien Elizabeth Gaskell: A Habit of Stories und Hogarth: A Life and a World waren beide in der Shortlist für den Whitbread Book Award im Bereich Biographien sowie drei weitere ihrer Bücher in der Longlist für den Samuel Johnson Prize for Non-fiction.
2014 war ihre Nachforschung über die Heimatfront während der Napoleonischen Kriege, In These Times, in der Longlist für den Duff-Cooper-Preis und in der weiteren Auswahl für den Samuel-Johnson-Preis. Für Mr Lear wurde Uglow 2018 mit dem Hawthornden-Preis ausgezeichnet.
Laut der wohltätigen Vereinigung Booktrust, war das Sachbuch Nature's Engraver: A Life of Thomas Bewick, das von Kritikern am häufigste gewählte „book of the year“ (Buch des Jahres) im Jahr 2006.
Uglow ist seit 1998 Fellow der Royal Society of Literature.
Sie wurde zur Honorarprofessorin der University of Birmingham, der University of Kent, der Staffordshire University sowie der Birmingham City University ernannt. Im Jahr 2008 wurde sie zum Officer des Order of the British Empire (OBE) ernannt für ihre literarischen Verdienste. 2010 wurde sie als Nachfolgerin von Aeronwy Thomas Präsidentin der Alliance of Literary Societies.

## Veröffentlichungen

### Biographien und Studien
- George Eliot. Little, Brown, London 1987, ISBN 978-0-86068-400-8.
- Elizabeth Gaskell. A Habit of Stories. Faber & Faber, London, Boston 1993, ISBN 978-0-571-17036-4.
- Henry Fielding. Northcote, Plymouth 1995, ISBN 978-0-7463-0760-1.
- Hogarth. A Life and a World. Farrar, Straus, and Giroux, New York 1997, ISBN 978-0-374-17169-8.
- Dr Johnson, His Club and Other Friends. National Portrait Gallery, London 1998, ISBN 978-1-85514-232-9.
- The Lunar Men. Five Friends Whose Curiosity Changed the World. Farrar, Straus & Giroux, New York 2002, ISBN 978-0-374-19440-6.
- Nature’s Engraver. A Life of Thomas Bewick. University of Chicago Press, Chicago 2009, ISBN 978-0-226-82391-1.
- Words and Pictures. Writers, Artists and a Peculiarly British Tradition. Faber & Faber, London 2008, ISBN 978-0-571-24250-4.
- A Gambling Man. Charles II and the Restoration. Farrar, Straus and Giroux, New York 2009, ISBN 978-0-571-21733-5.
- The Pinecone. The Story of Sarah Losh, Forgotten Romantic Heroine – Antiquarian, Architect, and Visionary. Faber, London 2012, ISBN 978-0-571-26950-1.
- In These Times. Living in Britain Through Napoleon’s Wars, 1793–1815. Farrar, Straus and Giroux, New York 2014, ISBN 978-0-374-28090-1.
- Mr Lear. A Life of Art and Nonsense. Faber & Faber, London 2017, ISBN 978-0-571-26954-9.

### Sachliteratur
- A Little History of British Gardening. Chatto & Windus, London 2012, ISBN 978-1-78474-031-3.

### Als Herausgeberin
- Walter Pater: Essays on Literature and Art. Durrington, Worthing 1973, ISBN 978-0-460-10192-9.
- Angela Carter: Shaking a Leg. Collected Journalism and Writings. Chatto & Windus, 1997, ISBN 978-0-7011-6336-5.
- The Vintage Book of Ghosts. Vintage, New York 1997, ISBN 978-0-09-974481-8.
- mit Francis Spufford: Cultural Babbage. Technology, Time and Invention. Faber & Faber, London, Boston 1997, ISBN 978-0-571-17242-9.
- Palgrave Macmillan Dictionary of Women's Biography. (spätere Auflagen mit Maggy Hendry) Palgrave Macmillan, London 2005, (4. Auflage), ISBN 978-1-4039-3448-2.